# توتووو سلو
توتووو سلو (به صربی: Totovo Selo) یک منطقهٔ مسکونی در صربستان است که در ناحیه بانات شمالی واقع شده‌است. توتووو سلو ۷۰۹ نفر جمعیت دارد و ۱۰۶ متر بالاتر از سطح دریا واقع شده‌است.

## خواهرخوانده
شهر Ciumani خواهرخواندهٔ توتووو سلو هست.